# نیویورک (فیلم ۱۹۲۷)
نیویورک (انگلیسی: New York) یک فیلم است که در سال ۱۹۲۷ منتشر شد.